# Los Perros del Mal de Japón
 (février 2022).
Palmarès
voir ici
Los Perros del Mal de Japón (ロス・ペロス・デル・マール・デ・ハポン, Rosu Perosu deru Māru de Hapon) est un clan de catcheurs appartenant à la Pro Wrestling NOAH, une fédération de catch japonaise, fondée le 27 juin 2021.

## Carrière

### Pro Wrestling Noah (2021-2022)
En octobre 2020, Kotarō Suzuki est expulsé de Stinger à la suite d'un désaccord avec Yoshinari Ogawa et HAYATA.
Au cours des mois suivants, le trio poursuit sa rivalité avec Stinger, tout en étant également rejoint par Yo-Hey en mai 2021 à la suite de la dissolution de Full Throttle. Le mois suivant, le catcheur de la Dragon Gate, Eita qui avait déjà travaillé dans des fédérations de catch mexicaine et avait rencontré Rongai en 2017, s'est révélée être le nouveau membre du groupe.
Lors de Muta The World, le groupe révèle prendre le nom de Los Perros Del Mal De Japon, en hommage au clan mexicain Los Perros Del Mal après une victoire de Eita, Nosawa Rongai et Yo-Hey contre Stinger (Yoshinari Ogawa, Seiki Yoshioka et Yuya Susumu). Une Bagarre commence ensuite entre les deux clans avec Suzuki et Ikuto Hidaka venant les aider, surpassant en nombre et prenant le dessus sur Stinger. Rongai révèle plus tard que les parents de Perro Aguayo Jr., les fondateurs du clan Los Perros del Mal lui avaient accordé la permission d'utiliser le nom du groupe.
Lors de Grand Square 2021 In Osaka, Eita et Nosawa Rongai battent Atsushi Kotoge et Hajime Ohara et remportent les GHC Junior Heavyweight Tag Team Championship. Lors de The Best 2021, ils perdent les titres contre Stinger (HAYATA et Yoshinari Ogawa).
Le 5 janvier 2022, le mexicain Super Crazy effectue son retour à la Pro Wrestling Noah en tant que nouveau membre du groupe.
Lors de Wrestle Kingdom 16 - Tag 3, Yo-Hey et Nosawa Rongai perdent contre Suzuki-gun (El Desperado et Douki).
Le 11 février 2022, lors d'un match entre le clan et Stinger, Yo-Hey attaque accidentellement Nosawa Rongai, faisant gagner le match à Stinger. Ensuite, le reste du clan se retourne contre Yo-Hey et l'expulse du groupe.
Lors de Great Voyage In Yokohama 2022, Eita bat Daisuke Harada pour remporter le GHC Junior Heavyweight Championship. Le 23 mars, le catcheur mexicain El Texano Jr. est annoncé comme nouveau membre du clan, prenant la place de Yo-Hey.

### Dragon Gate (2022-...)
Au cours du mois d'avril, un trio de Metal Warriors apparait à la Dragon Gate, kidnappant Minorita du clan Gold Class, menant à un match entre Minorita et l'un des trois Metal Warriors. Le 25 avril, l'un des trois Metal Warriors affronte et bat Minorita. Après le match, le trio s'est révélé être Eita, Rongai et Suzuki, qui défient Gold Class (Naruki Doi, Kaito Ishida et Kota Minoura) pour les Open the Triangle Gate Championship,. Lors de Majestic 2022 - N Innovation, Eita perd le GHC Junior Heavyweight Championship contre HAYATA.Lors de Dead or Alive 2022, Eita, Kotarō Suzuki et Nosawa Rongai battent Gold Class (Naruki Doi, Kaito Ishida et Kota Minoura) et remportent les Open the Triangle Gate Championship,.

## Réception
Semblable à la réaction de Los Ingobernables de Japón à la New Japan Pro Wrestling, après que Rongai eut copié le concept de Los Perros del Mal qu'il avait vu au Mexique, le groupe est devenu très populaire au sein du public de la Pro Wrestling Noah, avec leur marchandises écoulées en une journée.

## Membres du groupe
| Identité,              | Arrivée        | Départ          | Notes |
| ---------------------- | -------------- | --------------- | ----- |
| Eita                   | 27 juin 2021   |                 |       |
| Ikuto Hidaka           | 27 juin 2021   |                 |       |
| Kotarō Suzuki          | 27 juin 2021   |                 |       |
| Nosawa Rongai (Leader) | 27 juin 2021   |                 |       |
| Yo-Hey                 | 27 juin 2021   | 11 février 2022 |       |
| Super Crazy            | 5 janvier 2022 |                 |       |
| El Texano Jr.          | 23 mars 2022   |                 |       |

## Palmarès
- Dragon Gate
  - 1 fois Open the Triangle Gate Championship - Eita, Kotarō Suzuki et Nosawa Rongai

- Pro Wrestling NOAH
  - 1 fois GHC Junior Heavyweight Championship - Eita
  - 1 fois GHC Junior Heavyweight Tag Team Championship - Eita et Nosawa Rongai